# Labytnangi
Labytnangi (in lingua chanti лапыт нангк, Labyt Nangk, letteralmente sette larici) è una città della Siberia Occidentale (Circondario Autonomo della Jamalia), porto sulla sponda sinistra del basso corso del fiume Ob', 20 km a nordovest del capoluogo Salechard, sul pedemonte orientale degli Urali. Amministrativamente costituisce un circondario urbano autonomo (Лабытнанги городской округ).

## Storia
Contrariamente a parecchie cittadine della zona, Labytnangi non è recentissima, dato che i primi insediamenti risalgono all'anno 1890; risale al 1932 l'attivazione, sul sito dell'attuale città, di una fattoria di Stato (kolchoz). Raggiunta dalla ferrovia nel 1948, Labytnangi vide dai primi anni sessanta un certo sviluppo industriale e, dal 1968, lo sviluppo dell'industria estrattiva; nel 1975 le venne riconosciuto lo status di città.
La base economica della cittadina è ancora rappresentata dall'estrazione di petrolio e gas naturale degli immediati dintorni; una certa importanza rivestono anche i giacimenti dei vicini Urali (barite, cromite).

## Società

### Evoluzione demografica
Fonte: mojgorod.ru
| 1959  | 1970  | 1979   | 1989   | 1996   | 2002   | 2007   | 2017   | 2023   |
| ----- | ----- | ------ | ------ | ------ | ------ | ------ | ------ | ------ |
| 5 200 | 9 200 | 17 700 | 31 501 | 26 900 | 27 304 | 27 400 | 26 281 | 25 969 |